# Johan Rogestedt
Johan Sven Ivar Rogestedt (* 27. Januar 1993 in Stenungsund) ist ein schwedischer Leichtathlet, der sich auf den Mittelstreckenlauf spezialisiert hat.

## Sportliche Laufbahn
Erste internationale Erfahrungen sammelte Johan Rogestedt im Jahr 2009, als er bei den Jugendweltmeisterschaften in Brixen im 800-Meter-Lauf in 1:50,92 min die Goldmedaille gewann. 2011 gewann er dann bei den Junioreneuropameisterschaften in Tallinn in 1:47,88 min die Bronzemedaille und im Jahr darauf schied er bei den Juniorenweltmeisterschaften in Barcelona mit 1:50,25 min in der ersten Runde aus. Zuvor startete er bei den Europameisterschaften in Helsinki, kam aber auch dort mit 1:48,86 min nicht über die Vorrunde hinaus. 2013 gelangte er bei den Halleneuropameisterschaften in Göteborg bis in das Halbfinale und schied dort mit 1:55,98 min aus und anschließend schied er bei den U23-Europameisterschaften in Tampere mit 1:52,81 min in der Vorrunde aus. Im Jahr darauf schied er bei den Europameisterschaften in Zürich mit 1:53,70 min im Halbfinale aus und 2015 scheiterte er bei den Halleneuropameisterschaften in Prag mit 3:48,88 min in der Vorrunde im 1500-Meter-Lauf. 2016 wurde er dann bei den Europameisterschaften in Amsterdam im Vorlauf disqualifiziert. 
2017 erreichte er bei den Halleneuropameisterschaften in Belgrad nach 3:49,91 min Rang zehn und musste anschließend verletzungsbedingt die gesamte Freiluftsaison auslassen. 2018 schied er bei den Europameisterschaften in Berlin mit 3:49,73 min in der ersten Runde aus und auch bei den Halleneuropameisterschaften 2021 in Toruń kam er mit 3:47,58 min nicht über den Vorlauf hinaus.
In den Jahren 2011, 2013 und 2020 wurde Rogestedt schwedischer Meister im 1500-Meter-Lauf sowie 2013 und 2016 über 800 Meter. Zudem wurde er 2011 und 2014 sowie 2020 und 2021 Hallenmeister über 1500 Meter sowie 2013 und 2015 im 800-Meter-Lauf.

## Persönliche Bestleistungen
- 800 Meter: 1:45,89 min, 7. September 2014 in Rieti
  - 800 Meter (Halle): 1:48,49 min, 6. Februar 2014 in Stockholm
- 1000 Meter: 2:17,67 min, 15. Juli 2016 in Göteborg (schwedischer Rekord)
- 1500 Meter: 3:36,58 min, 28. Juni 2016 in Sollentuna
  - 1500 Meter (Halle): 3:40,03 min, 19. Februar 2015 in Stockholm
- Meile: 3:55,01 min, 22. Juli 2016 in London
  - Meile (Halle): 3:58,11 min, 15. Februar 2017 in Athlone (schwedischer Rekord)